# Дубровницька грамота

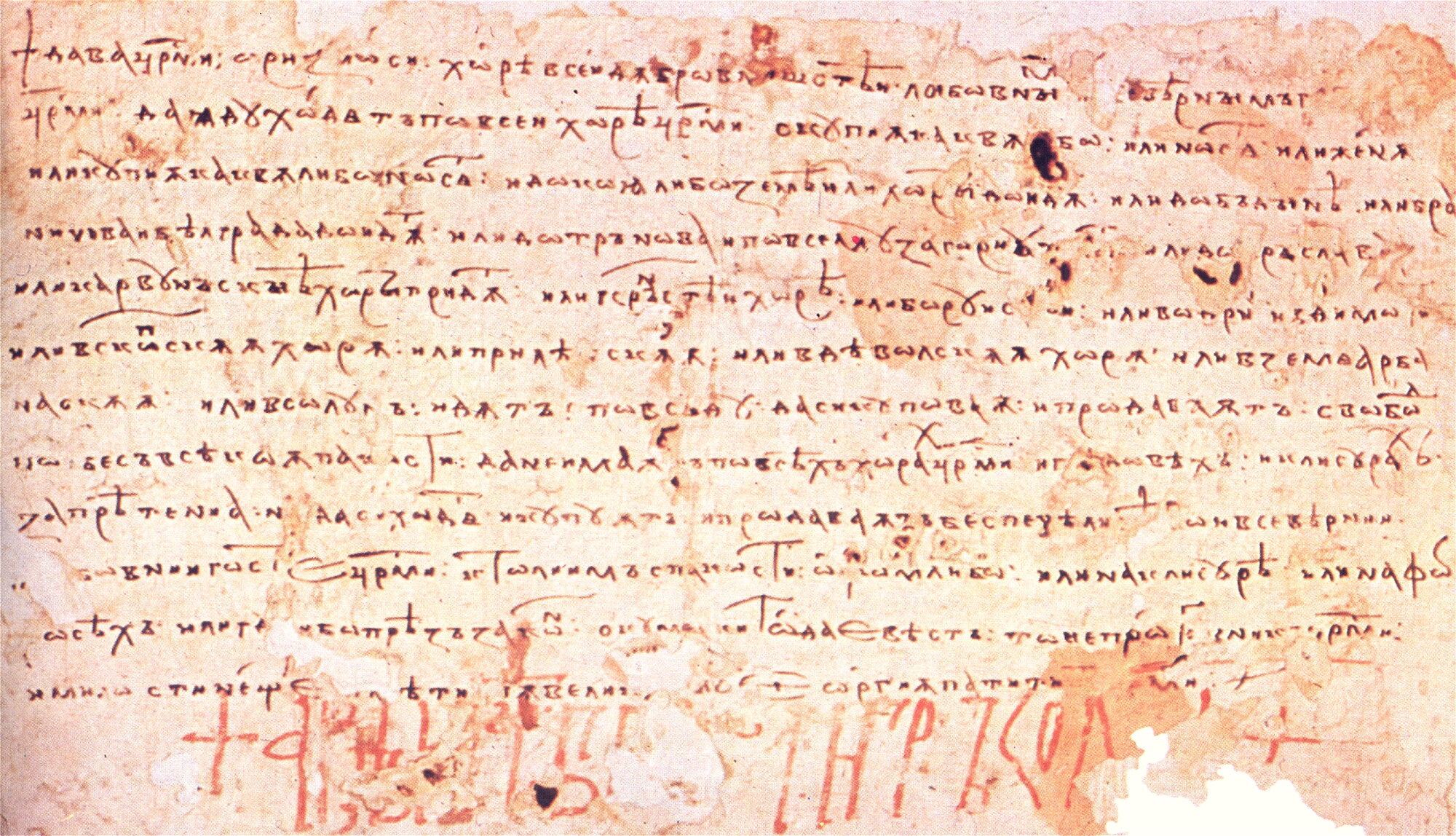
Дубровницька грамота Івана Асена II

Дубровницька грамота — документ 1230 року, виданий болгарським царем Іваном Асенем II, за яким купцям Дубровника надавалося право вільно торгувати у Болгарському царстві.
Грамота містить дані про територіальне розширення Другого Болгарського царства після Клокотницької битви, коли держава Івана Асена II значно розширилася на південь і південний захід, приєднавши території королівства Фессалоніки Феодора Комніна Дуки.
Грамота надає купцям міста Дубровник (нині — Південна Хорватія) вільно пересуватися по території Болгарського царства і торгувати в його межах. У документі перераховано території, які на той час входили до складу Болгарії: від Белграда і Браничево на північному заході до Едірне та Димотика на південному заході і від Карвуни на північному сході до Деволи та «земель Арбана» на південному сході. Саме це розширення до Салонік свідчить про те, що документ був написаний після 9 березня 1230 року, тобто Клокотницької битви.
Незважаючи на те, що у грамоті згадано багато областей, хоча деякі лише за назвою адміністративного центру, деякі області, що входили тоді до складу Болгарії, як-от Софія та Ниш, у документі не згадані.
Документ також містить цінні відомості про адміністративний поділ Другого Болгарського царства і є пам'яткою середньоболгарської мови.
Грамота містить лише 13 рядків тексту, включно з підписом, і написаний на папері розміром 240 на 143 мм. Вона зберігалася у Дубровницькому архіві до 1817 року, коли його віднайшов Єремія Гагич — російський віцеконсул у Дубровнику. 1836 року він передав грамоту разом із грамотою бана Куліна (1189) та грамотою герцога Владислава (1480) до рукописного відділу Бібліотеки Російської академії наук у Санкт-Петербурзі. Із середини XIX століття публікувалася понад 20 разів.